# Siempre en mi mente (canción)
«Siempre en mi mente» es una canción escrita, producida e interpretada por el cantautor mexicano Juan Gabriel . Fue grabado para su álbum de estudio del mismo nombre (1978). La canción fue lanzada por Ariola Records en 1985, como cara B de «Cuando seas mi mujer».

## Versión de Álex Ubago
En 2009, el cantante español lanzo esta versión en su disco de grandes éxitos del mismo nombre. Fue el primer sencillo inédito lanzado del álbum, bajo el sello discográfico Warner Music Group España.

## Lista de canciones

### Descrga digital - Single[7]
- 'Siempre en mi mente' : 3:15

### Posición en listas de éxitos
| Lista (2009)                               | Posición más alta |
| ------------------------------------------ | ----------------- |
| España (Top 100)                           | 24                |
| Estados Unidos Billboard Hot Latin Tracks  | 15                |
| Estados Unidos Billboard Latin Pop Airplay | 28                |